# 春の戴冠
『春の戴冠』（はるのたいかん）は、辻邦生の歴史小説。イタリア・ルネサンス期を舞台にしている。新潮社の文芸誌『新潮』に1972年（昭和48年）から1976年（昭和51年）まで長期連載され、1977年（昭和52年）に同社から出版された。長らく品切の時期が続いたが、1990年代に入り再刊され、著者没後10年近くを経て文庫化された。

## 概要
15世紀イタリア・ルネサンス期のフィレンツェの栄耀と没落を、メディチ家と画家サンドロ・ボッティチェッリや、人文哲学者マルシリオ・フィチーノ、およびその弟子ピコ・デラ・ミランドラやアンジェロ・ポリツィアーノ等の〈プラトン・アカデミー〉との関わりを軸に、パッツィ家との対立、サヴォナローラの暗躍などを交えながら描く大作である。

## 刊行書誌
- 春の戴冠 （新潮社（上・下）、1977年）
- 辻邦生歴史小説集成（7～10）（岩波書店、1993年）
- 春の戴冠 （新潮社、1996年）
- 辻邦生全集 9・10 春の戴冠 （新潮社、2004年）
- 春の戴冠 （中公文庫（全4巻、2008年）- 文庫解説は小佐野重利